# Eurytaphria pallidula
Eurytaphria pallidula là một loài bướm đêm trong họ Geometridae.